# Peiter Zatko
Peiter C. Zatko, meglio conosciuto come Mudge (Boston, 1º dicembre 1970), è un hacker statunitense.

## Biografia
Si laureò alla Berklee College of Music ed è ora un chitarrista esperto.
Mudge scoprì una vulnerabilità nella sicurezza informatica nota come buffer overflow. Nel 1995 pubblicò uno dei suoi primi lavori al riguardo "How to Write Buffer Overflows", ("Come compilare dei buffer overflows"). In seguito pubblicò diversi consigli di sicurezza riguardo ai sistemi Unix e divenne uno dei principali promotori del movimento full disclosure. Cominciò da solo lo sviluppo di software di sicurezza quali L0phtcrack, AntiSniff and L0phtwatch.
Zatko fu uno dei primi hacker ad uscire dal mondo underground e ad avvicinarsi al governo e alle industrie. In qualità di oratore pubblico, tenne dei discorsi a diversi incontri tra cui la DEFCON Hacking Conference e in una conferenza indetta da USENIX. È anche membro della famosa organizzazione di hacking The Cult of the Dead Cow fin dal 1996.
Nel 1998, insieme ad altri sei membri del L0pht, testimoniò di fronte al Senato degli Stati Uniti affermando che avrebbero potuto far crollare internet in soli 30 minuti.
Quando la @stake acquistò la L0pht diventò prima Vicepresidente della Ricerca e dello Sviluppo e poi Chief Scientist.
Nel 2000, dopo il primo esorbitante DDoS, venne invitato ad un incontro con Bill Clinton, con altri membri del gabinetto e con diversi dirigenti di aziende industriali.
Dopo aver abbandonato la @stake nel 2002 scomparve dalla scena della Information technology per alcuni anni per poi ricomparire come consigliere tecnico di una nuova compagnia di sicurezza informatica, la Intrusic.
Nel 2004 trovò impiego in una compagnia privata nota come BBN Technologies, presso cui aveva lavorato nel corso degli anni '90, ed entra a far parte del consiglio tecnico della NFR Security.
L'11 agosto 2007 sposò Sarah Lieberman, una collega della BBN.

## Curiosità
- Kevin Mitnick ha intervistato Mudge durante la stesura del suo secondo libro L'arte dell'Intrusione. Un intero capitolo è infatti dedicato ad un penetration test effettuato da Mudge e da altri membri della l0pht all'inizio della loro carriera.